# Ida Ränzlöv
Ida Ränzlöv, född 26 september 1991 i Helsingborg, är en svensk sångerska (mezzosopran). Hon har gått vid Adolf Fredriks musikklasser, haft sångstudier vid Vadstena folkhögskola och Musikhögskolan i Malmö. Efter att ha erhållit Independent Opera Voice Award studerade hon vid Royal College of Music i London med examen 2018.

## Karriär
Ida Ränzlöv är sedan 2018 knuten till operastudion och numera solistensemblen vid Staatsoper Stuttgart. Här har hon gjort roller som Orlofsky i Läderlappen, Varvara i Káťa Kabanová, Hans i Hans och Greta, Meg Page i Falstaff, Andra nornan i Ragnarök och Rosina i Barberaren i Sevilla.
Hon har även medverkat i produktioner på Glyndebourne Festival Tour och gjort Mercédès i Carmen på Det Kongelige Teater i Köpenhamn samt sjungit rollen som prinsessan Iphise i Jean-Philippe Rameaus opera Dardanus under Confidencen Opera Festival vid Ulriksdals slottsteater sommaren 2023.

## Stipendier
Ida Ränzlöv har bland annat tilldelats följande stipendier: 
- Independent Opera Voice Award, 2018
- Kungliga Musikaliska Akademien
- Fredrika Bremer-förbundet
- Anna Withlocks Minnesfond
- Familjen John Anderssons i Anderslöv Stiftelse
- Operavännerna i Ystad
- Operakonstens vänner i Skåne
- Birgit Nilsson-stipendiet, 2023 – utdelat i Västra Karups kyrka.[4][5]
- Sixten Gemzéus stora musikstipendium, 2024[6]

## Diskografi
- BLOW Venus & Adonis PURCELL Dido & Aeneas (Boman)[7]